# Новий Яромеж
Новий Яромеж (пол. Nowy Jaromierz, нім. Neu Hauland) — село в Польщі, у гміні Каргова Зеленогурського повіту Любуського воєводства.
Населення — 73 особи (2011).
У 1975-1998 роках село належало до Зеленогурського воєводства.

## Демографія
Демографічна структура станом на 31 березня 2011 року:
|          | Загалом | Допрацездатний вік | Працездатний вік | Постпрацездатний вік |
| -------- | ------- | ------------------ | ---------------- | -------------------- |
| Чоловіки | 35      | 14                 | 19               | 2                    |
| Жінки    | 38      | 10                 | 20               | 8                    |
| Разом    | 73      | 24                 | 39               | 10                   |